# Wilfried Leven

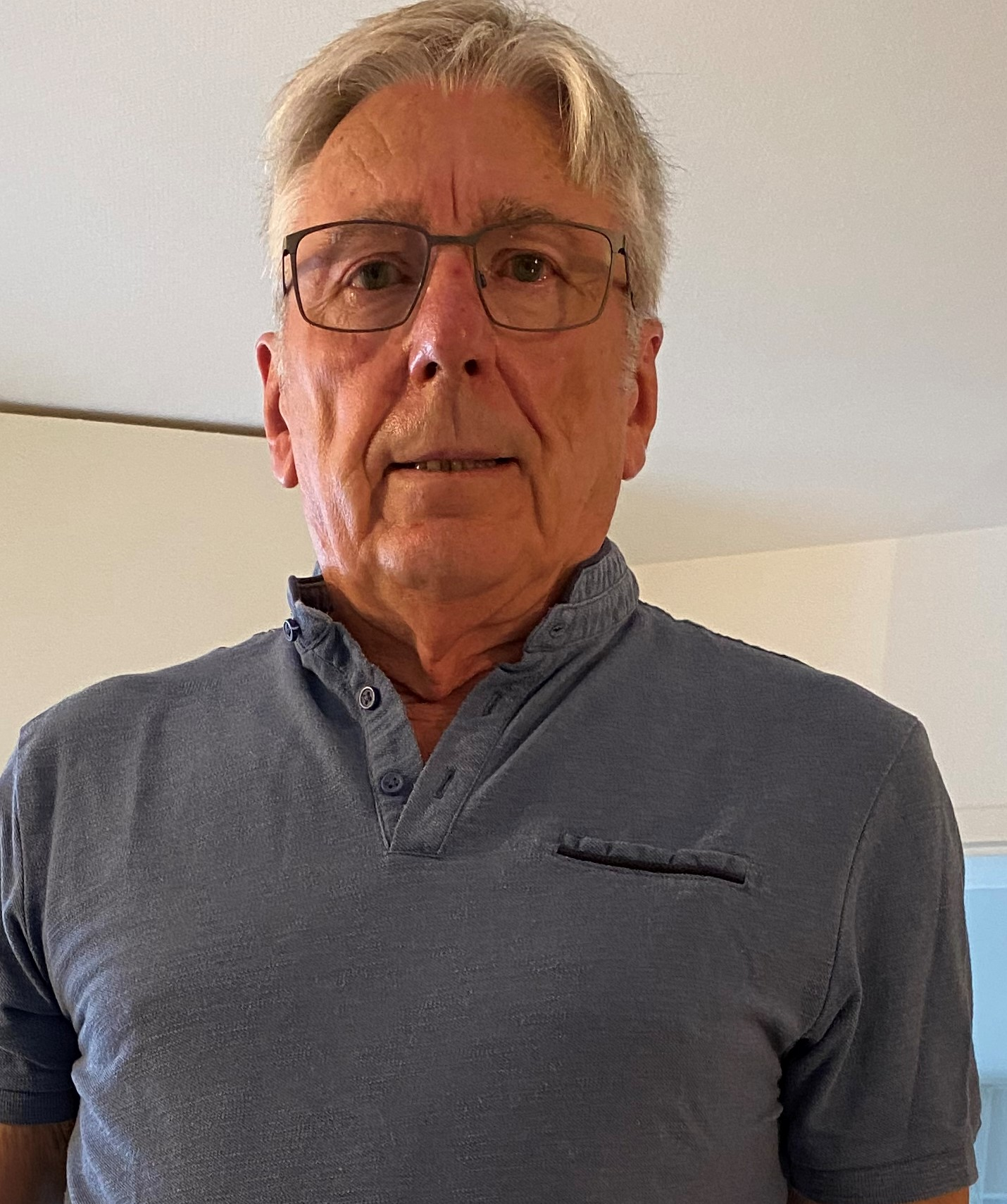
Wilfried Leven (2020)

Wilfried Leven (* 15. September 1946 in Regensburg) ist ein deutscher Wirtschaftswissenschaftler, Unternehmer und Professor für Betriebswirtschaftslehre.

## Leben und Wirken
Leven wuchs in Regensburg und Trier auf und absolvierte 1966 sein Abitur am Humboldt-Gymnasium Trier (früher: Hindenburg-Gymnasium). Sein Studium der Wirtschaftswissenschaften absolvierte er von 1969 bis 1973  an der Universität des Saarlandes in Saarbrücken. Abschluss: Dipl. Kfm. Leven hat sich intensiv mit Werbewirkung sowohl aus wissenschaftlicher Perspektive als auch unternehmerisch beschäftigt. Seine Promotion erfolgte an der Universität Trier (begutachtet durch Lothar Müller-Hagedorn und Bruno Tietz), wo er von 1976 bis 1990 als Wissenschaftlicher Mitarbeiter,  Akademischer Rat und Akademischer Oberrat tätig war.  Er habilitierte sich 1990 mit der Schrift „Blickverhalten von Konsumenten beim Betrachten von Werbung. Theoretische Grundlagen, Messung und Anwendung im Marketing“. Danach beendete er vorerst seine hauptberufliche Beamtentätigkeit an der Universität Trier, lehrte und forschte aber weiter na der Universität Trier und wurde dort im Jahr 2002 zum Honorarprofessor ernannt. Altersbedingt ist er nicht mehr an der Uni Trier tätig.
Leven war seit 1990 als Geschäftsführer mehrerer Werbeagenturen und Beratungen tätig. Er ist bis heute Geschäftsführer der Geschäftsführer der Agentur Leven GmbH (Brand Energizing) und seit 2013 auch einer der beiden Geschäftsführer der ZertiCars GmbH in Köln.
Seit mehreren Jahren engagiert sich Leven im Rahmen der Leven GmbH neben der Beratungstätigkeit in der Entwicklung und Markteinführung eines Geräts zum sehr schnellen Auftauen von Blutplasma (ein Medizinprodukt), das inzwischen auch patentiert ist.
Leven ist mit Birgit Gathof-Leven verheiratet, lebt in Köln und hat eine Tochter aus erster Ehe.

## Ehrenämter
- Vizepräsident des Deutschen Kommunikationsverbandes BDW (bis 1997)
- Präsident der Deutsche Werbewissenschaftliche Gesellschaft[4] (2005 bis 2008)
- Präsidialrat des Zentralverbandes der Deutschen Werbewirtschaft ZAW (bis 2012)
- Präsident der Westdeutschen Akademie für Kommunikation (bis 2013)
- Vorsitzender des Verwaltungsrates der ad rem S.A. Luxembourg (bis 2005)
- Mitglied des Aufsichtsrats der März AG, Essen
- Aufsichtsratsvorsitzender der Plus.line AG, Frankfurt (bis 2011)

## Mitgliedschaften (Auswahl)
- Verband der Hochschullehrer für Betriebswirtschaft
- Deutsche Werbewissenschaftliche Gesellschaft
- G.E.M – Gesellschaft zur Erforschung des Markenwesens

- Rotary Club Köln am Rhein[5]

## Schriften (Auswahl)
- Lehrmittel in der betrieblichen Berufsausbildung. Eine empirische Untersuchung audio-visueller Medien. Zugl. Dissertation. Florentz, München 1978, ISBN 3-921491-47-9.

- Erfahrungen mit einer neuartigen Lehrveranstaltung. Die praxisbezogene Studienform im wirtschaftswissenschaftlichen Hauptstudium. In: A. Hron, H. Kompe, K.P. Otto, H.  Wächter (Hrsg.): Praxisbezug im wirtschaftswissenschaftlichen Studium. Band 2. Frankfurt 1979, S. 118–130.
- mit L. Müller-Hagedorn: Die Auswahl einer Werbebotschaft mit Hilfe der Einstellungstheorie. In: Marketing-ZFP. Band 3, 1981, S. 11–26.
- Die Blickfangwirkung der Aufmerksamkeit beim Betrachten von Werbeanzeigen. In: Jahrbuch der Absatz- und Verbrauchsforschung, 3 (1983), S. 247–275.
- Blickregistrierung in der Werbeforschung. In: L. J. Issing, H. D. Mickasch, J. Haack (Hrsg.): Blickbewegung und Bildverarbeitung. Kognitionspsycholog. Aspekte visueller Informationsverarbeitung. Peter Lang, Frankfurt am Main/ Bern/New York 1986, ISBN 3-8204-8628-3, S. 147–172.
- Nonprofit-Organisationen. In: H.-G. Geisbüsch: Marketing. Ein Handbuch. Verlag Moderne Industrie, Landsberg am Lech 1987, ISBN 3-478-39470-8, S. 631–640.
- Blickverhalten von Konsumenten. Grundlagen, Messung und Anwendung in der Werbeforschung. Habilitationsschrift, Heidelberg 1991.
- Stichworte: Bildverarbeitung, Programmanalysator, EEG, Tachistoskop, TAT, Satzergänzungstests, Starchtest, Antwortzeitmessung, DER, EMG, Stimmfrequenzanalyse, Technik der verlorenen Briefe. In: H. Diller (Hrsg.): Vahlens Großes Marketinglexikon. München 1992.
- Werbemittel-Pretests. In: R. Berndt, A. Hermanns (Hrsg.): Handbuch Marketing-Kommunikation. Strategien - Instrumente - Perspektiven. Gabler, Wiesbaden 1993, ISBN 978-3-409-13660-0, S. 379–392.
- Imagery-Forschung. In: B. Tietz, R. Köhler, J. Zentes (Hrsg.): Handwörterbuch des Marketing. 2. Auflage. Schäffer-Poeschel, Stuttgart 1995, ISBN 3-7910-8041-5, Sp. 928–938.
- Sachgebiet Werbung (Sachgebiet 143) incl. Schwerpunktbeitrag und die Stichworte: Aktivierung, Aufmerksamkeit, Bezugsgruppen, Emotion, Involvement, Meinungsführer, Reaktion, Reaktion, elektrodermale, Soziale Schichtung, Wahrnehmung. In: Gabler's Wirtschaftslexikon, 15. vollständig überarbeitete und aktualisierte Auflage, Wiesbaden 2000.
- Werbung. Schwerpunktbeitrag in Gablers Wirtschaftslexikon; 16. Auflage 2004.
- Marken führen heißt Marken aktuell halten. In: D.-M. Boltz, W. Leven (Hrsg.): Effizienz in der Markenführung. Gruner und Jahr, Hamburg 2004, ISBN 3-570-19552-X, S. 12–31.
- Kundenbegeisterungsstrategien als Basis der Store-Brand-Entwicklung. In: M. Schuckel, W. Toporowski (Hrsg.): Theoretische Fundierung und praktische Relevanz der Handelsforschung. Deutscher Universitätsverlag, Wiesbaden 2007, ISBN 978-3-8350-0702-4, 301–320.
- Kommunikationsinstrumente im Kontext der Marke – ein Überblick. In: A. Hermanns, T. Ringle, P. van Overloop: Handbuch Markenkommunikation. Grundlagen, Konzepte, Fallbeispiele. Vahlen, München 2008, ISBN 978-3-8006-3433-0, S. 161–174.
- Out-of-home-Werbung – ein Überblick. In: Transfer – Werbeforschung & Praxis, 04, 2017, S. 20–25.